# Henrietta Christie
Henrietta Christie (Wellington, 23 januari 2002) is een Nieuw-Zeelandse wielrenster die sinds 2025 voor de Amerikaanse wielerploeg EF-Oatly-Cannondale rijdt.

## Palmares
2020
 Nieuw-Zeelands kampioene tijdrijden, Junioren
2021
 Nieuw-Zeelands kampioene tijdrijden, Beloften
Jongerenklassement Tour de l'Ardèche
2023
Jongerenklassement Tour Down Under

## Resultaten in voornaamste wedstrijden
| Jaar | Ronde van Italië | Ronde van Frankrijk | Ronde van Spanje |
| ---- | ---------------- | ------------------- | ---------------- |
| 2021 |                  |                     |                  |
| 2022 |                  | 59e                 |                  |
| 2023 |                  | 105e                |                  |
| 2024 |                  |                     | 28e              |
| 2025 |                  | 80e                 | 72e              |

| Jaar  | Ronde van Vlaanderen | Parijs-Roubaix | Luik-Bast.‑Luik | Trofeo Alfredo Binda | Waalse Pijl |  | WK op de weg |
| 2021  |                      | opgave         |                 |                      |             |  | opgave       |
| 2022  |                      | 90e            | opgave          |                      | 91e         |  | opgave       |
| 2023  | 34e                  |                | opgave          |                      | opgave      |  |              |
| 2024- |                      |                | 23e             | opgave               | 20e         |  | opgave       |
| 2025  |                      |                | opgave          | 86e                  | 78e         |  |              |

### Belangrijkste meerdaagse wedstrijden
| Jaar | Baloise Ladies Tour | Tour de l'Ardèche | Ronde van het Baskenland | The Women's Tour | Ronde van België | Tour de France Femmes | Tour Down Under |
| ---- | ------------------- | ----------------- | ------------------------ | ---------------- | ---------------- | --------------------- | --------------- |
| 2021 | 47e                 | 17e               |                          |                  |                  |                       |                 |
| 2022 |                     |                   | opgave                   | 75e              | 23e              | 59e                   |                 |
| 2023 |                     |                   |                          |                  |                  | 105e                  | 7e              |
| 2024 |                     |                   |                          |                  |                  |                       | opgave          |
| 2025 |                     |                   |                          |                  |                  |                       | opgave          |

## Ploegen
- 2021 -  BePink
- 2022 -  Human Powered Health
- 2023 -  Human Powered Health
- 2024 -  Human Powered Health
- 2025 –  EF-Oatly-Cannondale

Birjoekova · Borghesi (vanaf 2/7) · Christie · Cordon-Ragot · Doebel-Hickok · Edwards · Grossetête · Kasper · Malcotti · D. Pikulik · W. Pikulik · Raaijmakers · Ragusa · Williams · Wood · Zanardi · Zanetti
Armitage (tot 1/4) · Berton · Borghesi · Cadzow · Christie · Emond · Ewers · Faulkner   · Henttala · Jackson · Kerbaol · Kessler · Kingma (vanaf 27/6) · Knaven · Roy · Rüegg · Vallieres · Volstad · van der Wolf